# Inelele lui Jupiter

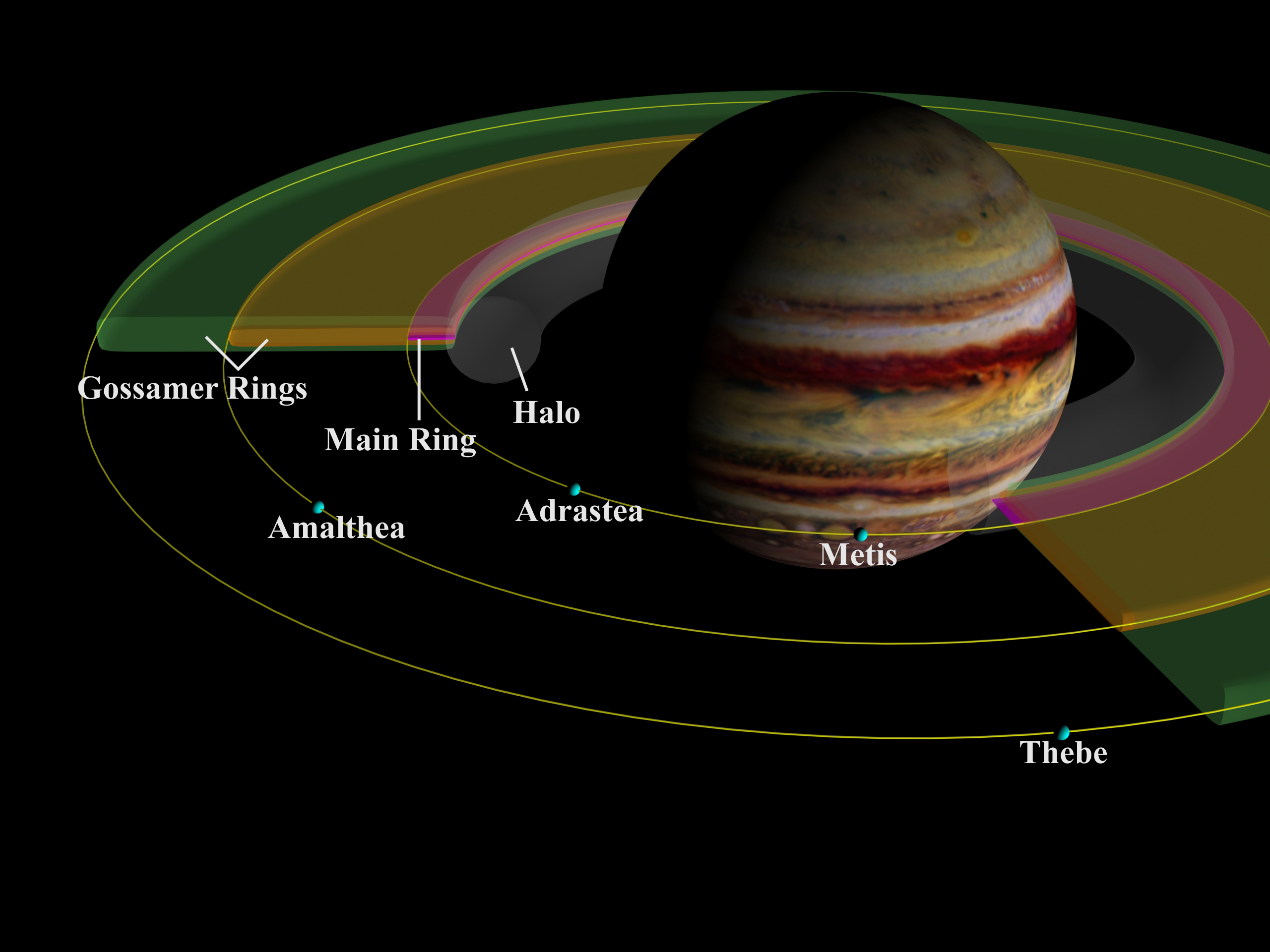
Inelele lui Jupiter

Planeta Jupiter are un sistem de inele, cunoscut sub numele de inelele lui Jupiter sau sistemul de inele ale lui Jupiter. Acesta a fost al treilea sistem de inele care a fost descoperit în Sistemul Solar, după cele ale lui Saturn și Uranus. Acesta a fost observat pentru prima oară în 1979 de către sonda spațială Voyager 1 și cercetat în profunzime în anii 1990 de către sonda spațială Galileo. De asemenea, a fost observat de telescopul spațial Hubble și de la Pământ în ultimii ani. Observarea de la sol a inelelor necesită cele mai mari telescoape disponibile.
Sistemul de inele al lui Jupiter este slab și este format în principal din praf. El are patru componente principale: un inel interior, tor format din particule cunoscut sub numele de inel de halo; un inel principal, relativ luminos, extrem de subțire și două inele largi, groase, exterioare, inele diafane, numite după sateliții din al căror material sunt compuse: Amalthea și Thebe.

## Descoperire și structură
Inelele lui Jupiter - al treilea sistem de inele descoperite în sistemul solar, după inelele lui Saturn și Uranus. Pentru prima dată, inelele lui Jupiter au fost observate în 1979 de către Voyager 1. Principalele caracteristici ale inelelor Jupiter sunt prezentate în tabelul de mai jos.
| Nume                   | Rază (km)     | Lățime (km) | Grosime (km) | Adâncime optică (în τ) | Fracțiune de praf | Masa, kg                                    | Notițe                                                            |
| ---------------------- | ------------- | ----------- | ------------ | ---------------------- | ----------------- | ------------------------------------------- | ----------------------------------------------------------------- |
| Inelul de halo         | 92000–122500  | 30500       | 12500        | ~1 × 10−6              | 100%              | —                                           |                                                                   |
| Inel principal         | 122500–129000 | 6500        | 30–300       | 5.9 × 10−6             | ~25%              | 107– 109 (praf) 1011– 1016 (particule mari) | Legat de Adrastea                                                 |
| Inelul diafan Amalthea | 129000–182000 | 53000       | 2000         | ~1 × 10−7              | 100%              | 107– 109                                    | Conectat cu Amalthea                                              |
| Inelul diafan Thebe    | 129000–226000 | 97000       | 8400         | ~3 × 10−8              | 100%              | 107– 109                                    | Conectat cu Thebe. Există o extensie dincolo de orbita lui Thebe. |

### Origine și vârstă

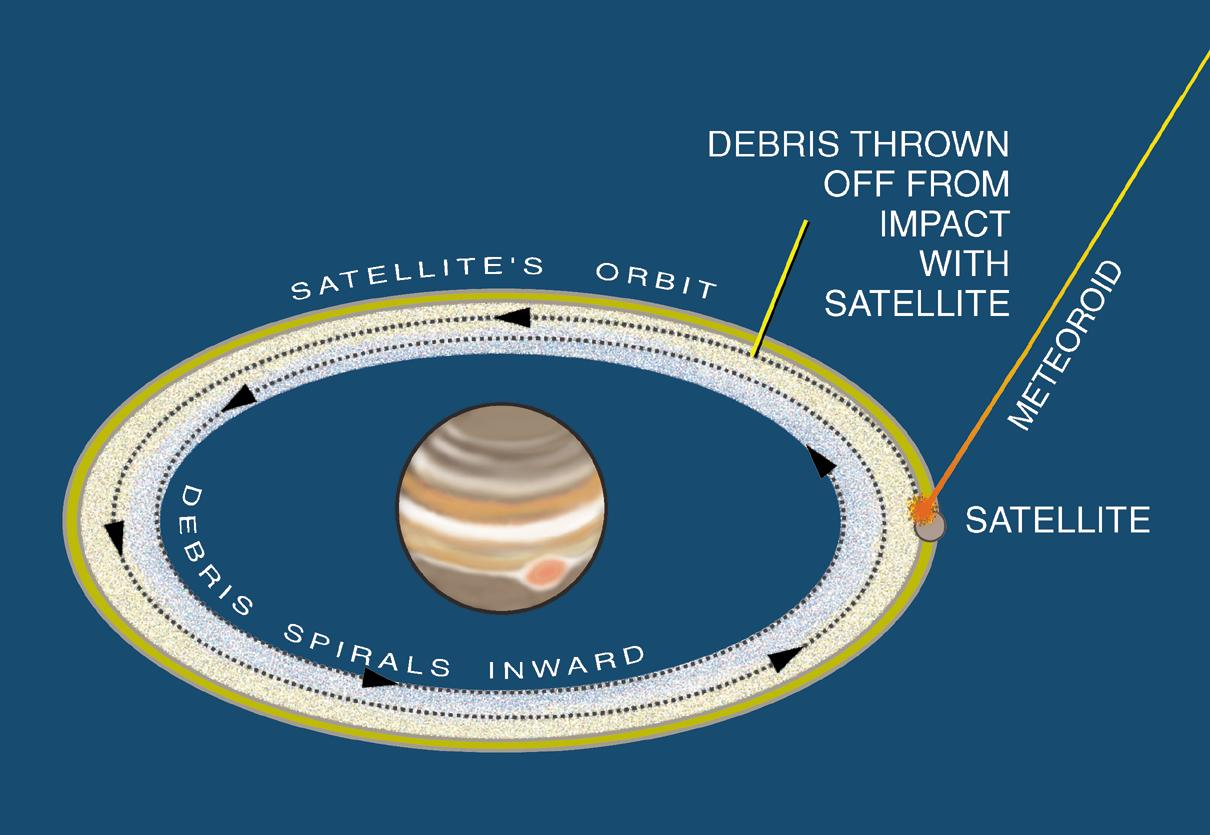
Formarea inelelor lui Jupiter

Praful părăsește inelul din cauza efectului Poynting-Robertson, precum și forțele electromagnetice ale magnetosferei Jupiter. Substanțele volatile, de exemplu gheața, se evaporă rapid. «Durata de viață» a particulelor din inel este de la 100 la 1000 de ani. Astfel, praful trebuie să fie în mod constant refăcut prin ciocniri între corpuri de la 1 cm la 0,5 km în dimensiune. Praful produs de ciocniri păstrează aceleași elemente orbitale ca și corpurile sursă, dar treptat încet într-o spirală începe să se deplaseze în direcția lui Jupiter, formând o parte interioară slabă (în lumina spate) a inelului principal și a halo-ului. În acest moment, vârsta inelului principal nu este cunoscută, dar poate reprezinta ultimele rămășițe ale unei populații de corpuri mici lângă Jupiter.